# Pseudantechinus bilarni
Pseudantechinus bilarni är en pungdjursart som först beskrevs av Johnson 1954. Pseudantechinus bilarni ingår i släktet Pseudantechinus och familjen rovpungdjur. IUCN kategoriserar arten globalt som nära hotad. Inga underarter finns listade. Artepitet i det vetenskapliga namnet hedrar William Edward "Bill" Harney (av aboriginer förkortad till "bilarni"), en naturforskare och författare som hjälpte expeditionen som hittade den första individen av arten.
Pungdjuret förekommer i norra Australien samt på mindre australiska öar i samma region. Arten vistas där i klippiga områden som är täckta av träd och gräs. Honor föder upp till fem ungar per kull.